# Eudynamys melanorhynchus
Eudynamys melanorhynchus és una espècie d'ocell de la família dels cucúlids (Cuculidae) que habita selva, boscos, conreus i ciutats de Sulawesi.